# Naturdenkmal Aufschluss bei der Ehrenscheider Mühle
Das Naturdenkmal Aufschluss bei der Ehrenscheider Mühle mit einer Größe von 0,08 ha liegt südlich von Elkeringhausen und westlich der Ehrenscheider Mühle im Stadtgebiet von Winterberg. Das Gebiet wurde 2008 mit dem Landschaftsplan Winterberg durch den Hochsauerlandkreis als Naturdenkmal (ND) ausgewiesen. Der ehemalige Steinbruch liegt im verschieferten Tonstein der Fredeburger-Schichten des Mitteldevon mit einem Alter von ca. 380 Mio. Jahren. Er liegt an der Westflanke der Orketals. An der hohen Felswand ist eine seltene Knickschieferung zu sehen.